# ماتيو روسيلي
ماتيو روسيلي (بالإيطالية: Matteo Rosselli)‏ هو رسام إيطالي، ولد في 8 أغسطس 1578 في فلورنسا في إيطاليا، وتوفي بنفس المكان في 18 يناير 1650.

## معرض صور

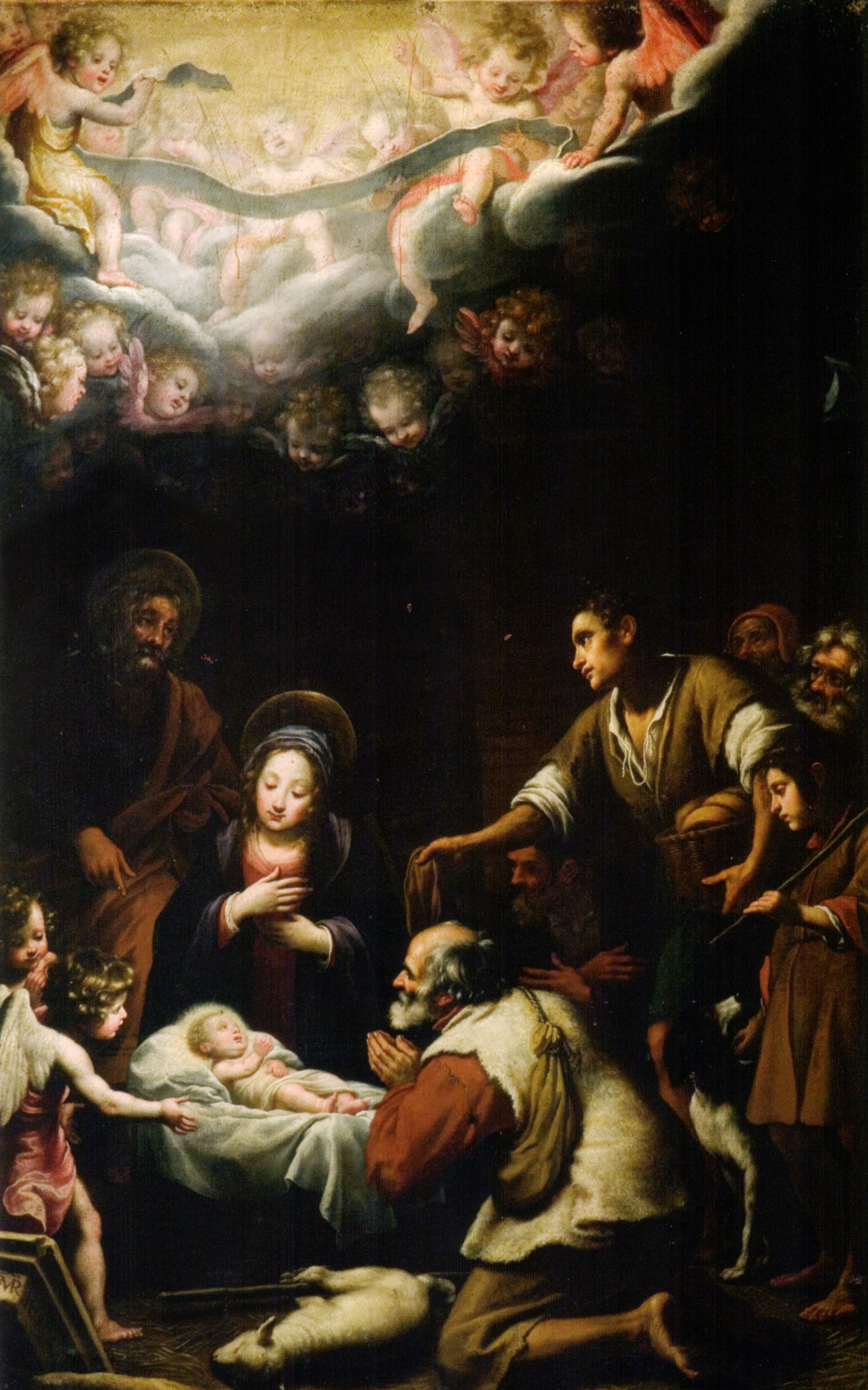
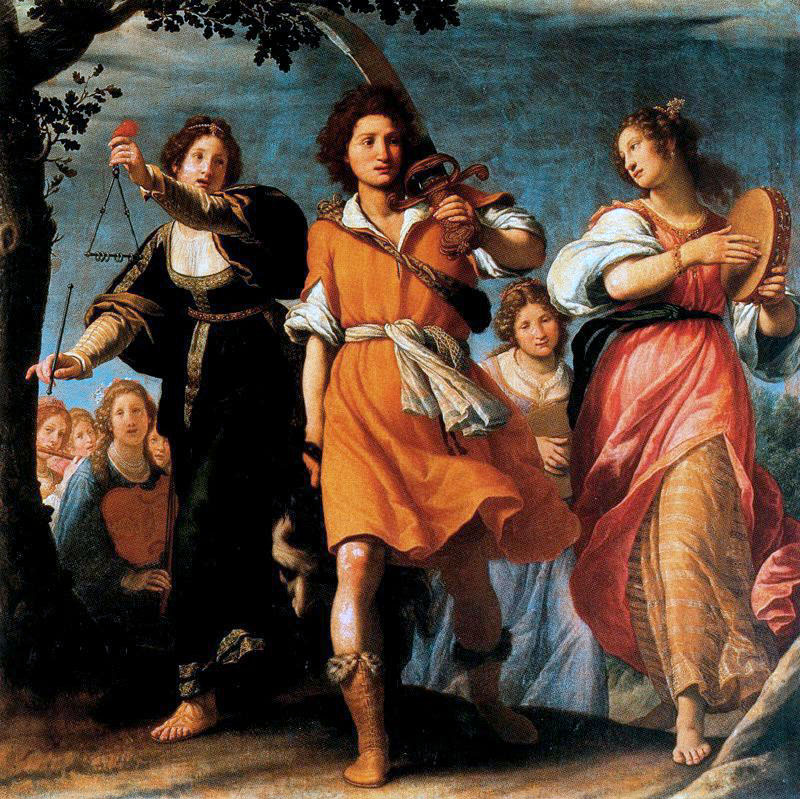
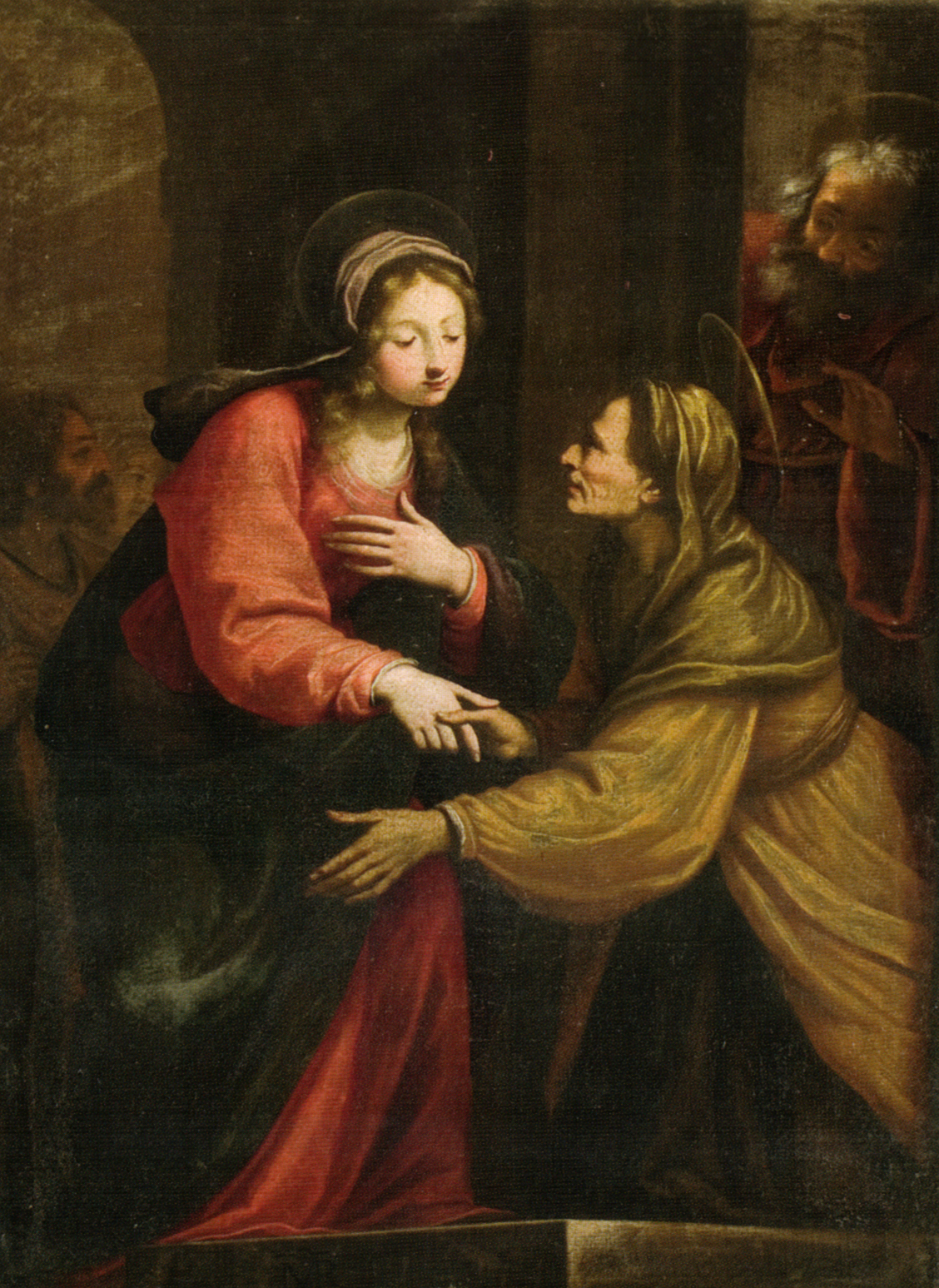
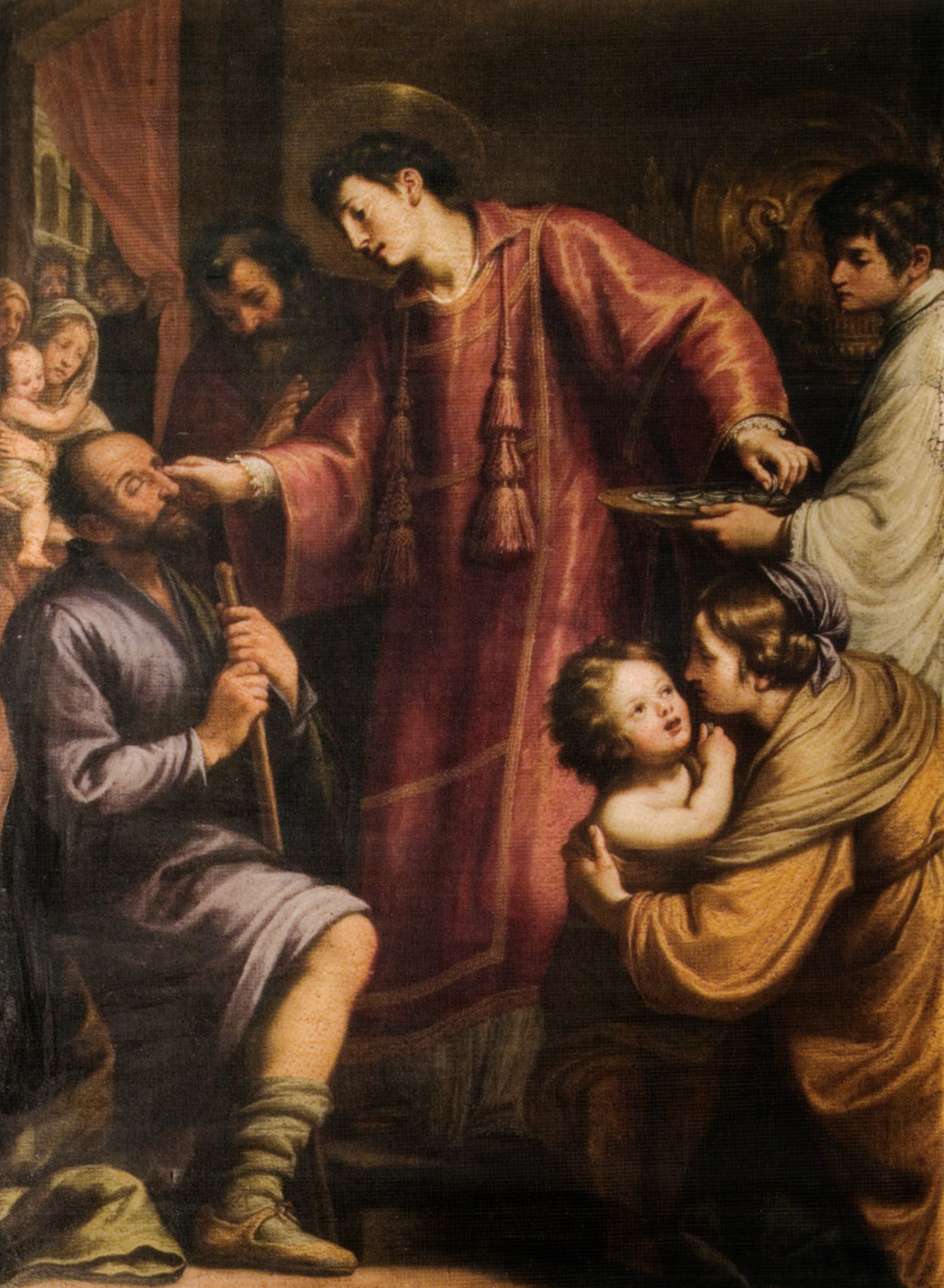
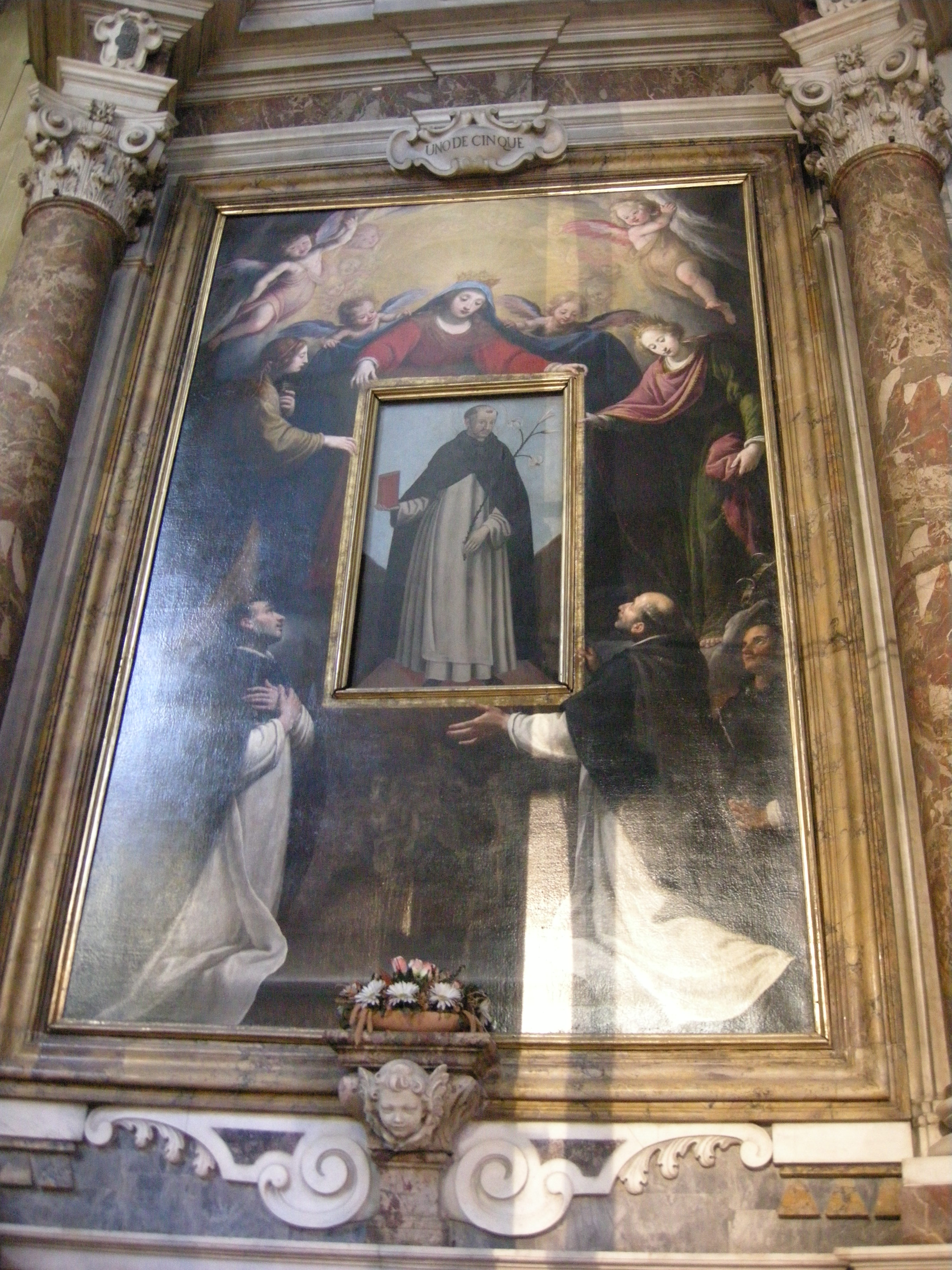